# Чемпіонат світу з трекових велоперегонів 2020
Чемпіонат світу з трекових велоперегонів 2020 проходив з 26 лютого по 1 березня 2020 року в Берліні на Velodrom. Всього у змагання взяли участь 373 спортсмени з 45 країни, які розіграли 20 комплектів нагород — по 10 у чоловіків та жінок.

## Медалісти

### Чоловіки
| Дисципліна                         | Золото                                                                               | Срібло                                                                                    | Бронза                                                                                           |
| Спринт                             | Гаррі Лаврейсен                                                                      | Джефрі Хогланд                                                                            | Азізулхасні Аванг                                                                                |
| Гіт (1 км)                         | Сем Лігтлі (59.495)                                                                  | Квентін Лафарг (59.749)                                                                   | Мікаель Д'Алмейда (1:00.103)                                                                     |
| Індивідуальна гонка переслідування | Філіппо Ганна (4:03.875)                                                             | Ештон Лембі (4:08.048)                                                                    | Корентан Ермено (4:09.921)                                                                       |
| Командна гонка переслідування      | Данія Лассе Норман Гансен Юліус Йогансен Фредерік Мадсен Расмус Педерсен (3:44.672)  | Нова Зеландія Кемпбелл Стюарт Корбін Стронг Аарон Гейт Джордан Кербі Ріґан Ґоф (3:49.713) | Італія Сімоне Консонні Філіппо Ганна Франческо Ламон Джонатан Мілан Мікеле Скартезіні (3:47.511) |
| Командний спринт                   | Нідерланди Рой ван ден Берг Гаррі Лаврейсен Джефрі Хогланд Маттейс Бюхлі (41.225) WR | Велика Британія Раян Овенс Джек Карлін Джейсон Кенні (42.400)                             | Австралія Томас Корніш Натан Гарт Метью Річардсон (42.829)                                       |
| Кейрін                             | Гаррі Лаврейсен                                                                      | Юта Вакімото                                                                              | Азізулхасні Аванг                                                                                |
| Скретч                             | Євген Корольок                                                                       | Сімоне Консонні                                                                           | Себастьян Мора                                                                                   |
| Гонка за очками                    | Корбін Стронг (58)                                                                   | Себастьян Мора (40)                                                                       | Рой Ефтінг (36)                                                                                  |
| Медісон                            | Данія Лассе Норман Гансен Міхаель Меркев (62)                                        | Нова Зеландія Кемпбелл Стюарт Аарон Гейт (33)                                             | Німеччина Роґер Клюґе Тео Рейнхардт (32)                                                         |
| Омніум                             | Бенжамін Тома (158)                                                                  | Ян-Віллем ван Шіп (135)                                                                   | Метью Воллс (117)                                                                                |

- Спортсмени, виділені курсивом, брали участь у чемпіонаті, але не змагались у фіналі.

### Жінки
| Дисципліна                         | Золото                                                             | Срібло                                                                                     | Бронза                                                                       |
| Спринт                             | Емма Гінце                                                         | Анастасія Войнова                                                                          | Лі Хвейші                                                                    |
| Гіт (500 м)                        | Леа Фрідріх (33.121)                                               | Джессіка Салазар (33.154)                                                                  | Міріам Вече (33.171)                                                         |
| Індивідуальна гонка переслідування | Хлоя Дагерт (3:16.937) WR                                          | Ліза Бреннауер (3:23.229)                                                                  | Франциска Брауссе (3:24.284)                                                 |
| Командна гонка переслідування      | США Дженіфер Валенте Хлоя Дагерт Емма Вайт Лілі Вільямс (4:11.235) | Велика Британія Елінор Баркер Кеті Арчибальд Еллі Дікінсон Ніа Еванс Лора Кенні (4:13.129) | Німеччина Франциска Брауссе Ліза Бреннауер Ліза Кляйн Гудрун Шток (4:12.964) |
| Командний спринт                   | Німеччина Пауліна Ґрабош Емма Гінце Леа Фрідріх (32.163)           | Австралія Каарле Маккалох Стефані Мортон (32.384)                                          | КНР Чен Фейфей Чжун Тяньши (32.371)                                          |
| Кейрін                             | Емма Гінце                                                         | Лі Хе Джін                                                                                 | Стефані Мортон                                                               |
| Скретч                             | Кірстен Вілд                                                       | Дженіфер Валенте                                                                           | Марія Мартінс                                                                |
| Гонка за очками                    | Елінор Баркер (50)                                                 | Дженіфер Валенте (34)                                                                      | Аніта Стенберг (33)                                                          |
| Медісон                            | Нідерланди Кірстен Вілд Емі Пітерс (36)                            | Франція Клара Коппоні Мері ле Нет (24)                                                     | Італія Летиція Патерностер Еліза Бальзамо (20)                               |
| Омніум                             | Кадзіхара Юмі (121)                                                | Летиція Патерностер (109)                                                                  | Дарія Пікулік (100)                                                          |

## Загальний медальний залік
| Місце  | Країна          | Золото | Срібло | Бронза | Загалом |
| ------ | --------------- | ------ | ------ | ------ | ------- |
| 1      | Нідерланди      | 6      | 2      | 1      | 9       |
| 2      | Німеччина       | 4      | 1      | 3      | 8       |
| 3      | США             | 2      | 3      |        | 5       |
| 4      | Данія           | 2      |        |        | 2       |
| 5      | Італія          | 1      | 2      | 3      | 6       |
| 6      | Франція         | 1      | 2      | 2      | 5       |
| 7      | Велика Британія | 1      | 2      | 1      | 4       |
| 8      | Нова Зеландія   | 1      | 2      |        | 3       |
| 9      | Японія          | 1      | 1      |        | 2       |
| 10     | Білорусь        | 1      |        |        | 1       |
| 11     | Австралія       |        | 1      | 2      | 3       |
| 12     | Іспанія         |        | 1      | 1      | 2       |
| 13     | Мексика         |        | 1      |        | 1       |
| 13     | Південна Корея  |        | 1      |        | 1       |
| 13     | Росія           |        | 1      |        | 1       |
| 16     | Малайзія        |        |        | 2      | 2       |
| 17     | Польща          |        |        | 1      | 1       |
| 17     | КНР             |        |        | 1      | 1       |
| 17     | Гонконг         |        |        | 1      | 1       |
| 17     | Норвегія        |        |        | 1      | 1       |
| 17     | Португалія      |        |        | 1      | 1       |
| Всього | Всього          | 20     | 20     | 20     | 60      |

## Україна на чемпіонаті
Україну на чемпіонаті представляло 8 спортсменів:
- Любов Басова у командному спринті та кейріні;
- Максим Васильєв у командній гонці переслідування;
- Роман Гладиш у командній гонці переслідування, омніумі та скретчі;
- Віталій Гринів у командній гонці переслідування, скретчі та гонці за очками;
- Володимир Джус у командній гонці переслідування, омніумі та гонці за очками;
- Анна Нагірна у медісоні;
- Ганна Соловей у гонці за очками та медісоні;
- Олена Старікова у індивідуальному та командному спринті, гіті.